# 国際輸送用データ伝送用特定小電力無線局
国際輸送用データ伝送用特定小電力無線局（こくさいゆそうデータでんそうようとくていしょうでんりょくむせんきょく）は、特定小電力無線局の一種であるRFID、アクティブ型電子タグシステムのことである。

## 定義
総務省令電波法施行規則第6条第4項第2号(4)に、
国際輸送用貨物（設備規則第49条の14第5号イに規定する国際輸送用貨物をいう。）の管理の業務の用に供するものであつて、国際輸送用データ伝送設備（同号イに規定する国際輸送用データ伝送設備をいう。）と国際輸送用データ制御設備（同号イに規定する国際輸送用データ制御設備をいう。）との間又は国際輸送用データ伝送設備相互間のデータ伝送をいう。）用で使用するものであつて、433.67MHzを超え434.17MHz以下の周波数の電波を使用するもの
と定義している。
2012年（平成24年）12月5日現在
促音の表記は原文ママ、設備規則は無線設備規則の略
ここで、無線設備規則第49条の14第5号イには、国際輸送用貨物に「コンテナ又はパレットその他これらに類する輸送用器具を含む」としている。

## 概要
特定小電力無線局として共通の特徴は、特定小電力無線局#概要を参照。
電波産業会（略称ARIB）が、無線設備規則第49条の14第5号及び関連告示の技術基準を含めて標準規格「ARIB STD-92 433MHz帯国際輸送用データ伝送用特定小電力無線局の無線設備」 を策定している。

## 技術的条件
| 種類                     | 電波型式 | 周波数                                     | 空中線電力                                  | 通信方式                           |
| ------------------------ | -------- | ------------------------------------------ | ------------------------------------------- | ---------------------------------- |
| 国際輸送用データ伝送設備 | 規定なし | 433.92MHz （433.67MHzを超え434.17MHz以下） | 1mW以下 （始動のための信号送信は0.1mW以下） | 単信方式 単向通信方式 同報通信方式 |
| 国際輸送用データ制御設備 | 規定なし | 433.92MHz （433.67MHzを超え434.17MHz以下） | 0.4mW以下                                   | 単信方式 単向通信方式 同報通信方式 |

空中線（アンテナ）については規定されていない。但し、給電線は有しないこととされているので取外しはできない。
混信防止機能
- 識別信号を自動的に送受信できなければならない。

送信時間制限
- 送信時間が1秒を超えようとするときは、送信を停止し1ミリ秒以上休止しなければ送信してはならない。

## 表示
「国際輸送に係る場合においてのみ電波の発射が可能である」旨の表示が義務付けられており、次のいずれかを表示するものとしている。
- 国際輸送用です。
- 国際輸送用途に限る。
- Interenational Logistics Only
- Limited for International Logistics use

## 沿革
2006年（平成18年）- 特定小電力無線局の一種として制度化

2007年（平成19年）- ARIBが「 STD-92」を制定
2009年（平成21年）- 電波の利用状況調査の中で、770MHz以下の免許不要局の出荷台数が公表

- 以降、三年周期で公表

2012年（平成24年）- 電波の利用状況調査の周波数の境界が770MHzから714MHzに変更

### 出荷台数
| 平成17年度 | 平成18年度 | 平成19年度 | 出典                                               |
| ---------- | ---------- | ---------- | -------------------------------------------------- |
| ‐          | 220        | 235        | 第2章 電波利用システムごとの調査結果（免許不要局） |
| 平成20年度 | 平成21年度 | 平成22年度 | 出典                                               |
| 0          | 0          | 127        | 第2章 電波利用システムごとの調査結果（免許不要局） |
| 平成23年度 | 平成24年度 | 平成25年度 | 出典                                               |
| 0          | 0          | 0          | 第2章 電波利用システムごとの調査結果（免許不要局） |
| 平成26年度 | 平成27年度 | 平成28年度 | 出典                                               |
| 0          | 0          | 0          | 第2章 電波利用システムごとの調査結果（免許不要局） |
| 平成29年度 | 平成30年度 | 令和元年度 | 出典                                               |
| 0          | 0          | 0          | 第2章 電波利用システムごとの調査結果（免許不要局） |

## その他
この周波数は一次的基礎でアマチュア無線に割り当てられており、アマチュア局に混信等の妨害を与えてはならず、逆にアマチュア局からの妨害を容認しなければならない。
一方で国際的な貨物輸送で使われ、安全性や効率の面で重要であることから、総務省ではアマチュア局にも物流拠点などの付近では可能な限り利用を控える配慮を期待している。